# Selja Ahava
Selja Ahava (* 8. Juli 1974 in Finnland) ist eine finnische Autorin.

## Leben
Ahava studierte an der Theaterakademie Helsinki bis 2001 das Fach Dramaturgie. In der Folgezeit lebte sie fünf Jahre lang in London, bevor sie nach Finnland zurückkehrte. Sie schrieb Drehbücher für Spielfilme und Fernsehserien und war die Autorin von Hörbüchern und 2010 ihres ersten Romans Eksyneen muistikirja, der 2014 auch in deutscher Sprache erschien. Für Dinge, die vom Himmel fallen (Taivaalta tippuvat asiat) erhielt sie 2016 als eine von zwölf Autoren den Literaturpreis der Europäischen Union.
Ahava lebt mit ihrer Familie in Porvoo am Finnischen Meerbusen.

## Veröffentlichungen
- Eksyneen muistikirja (The Day the Whale Swam through London). Gummerus, Helsinki 2010, ISBN           9789512087396.
  - deutsch von Stefan Moster: Der Tag, an dem ein Wal durch London schwamm. Mareverlag, Hamburg 2014, ISBN 978-3-86648-182-4.[1]
- Taivaalta tippuvat asiat (Things that Fall from the Sky). Gummerus, Helsinki 2015, ISBN 978-951-2098774.
  - deutsch von Stefan Moster: Dinge, die vom Himmel fallen, Mareverlag, Hamburg 2017, ISBN 978-3866482425.
- Ennen kuin mieheni katoaa (Before My Husband Disappears). Gummerus, Helsinki 2017, ISBN 9789512407071.